# Patai (családnév)
A Patai vagy Patay régi magyar családnév, amely a származási helyre utalhat: Pata, (ma Patapoklosi része, Baranya vármegye), Bégapata, (Románia, korábban Krassó-Szörény vármegye), Gyöngyöspata (Heves vármegye), Kolozspata (Románia, korábban Kolozs vármegye), Vágpatta (Szlovákia, korábban Nyitra vármegye), Dunapataj (Bács-Kiskun vármegye).

## Híres Patai nevű személyek
Patai
- Patai András (1697–1755) magyar Jézus-társasági áldozópap és tanár
- Patai Imre (1894–1949) magyar gépészmérnök, vákuum technikai feltaláló
- Patai János (? –1739) magyar református püspök
- Patai Balog János (17. század) magyar református lelkész
- Patai Mihály (1953) magyar közgazdász
- Patai Sámuel (17. század) magyar református lelkész

Patay
- Patay István, báji (1808–1878) magyar honvéd ezredes
- Patay József (1804–?) magyar politikus
- Patay József (1886–1946) erdélyi magyar egyháztörténész
- Patay László (1932–2002) magyar festőművész, egyetemi tanár

Pathai
- Pathai P. Sámuel (1600–1662) magyar református püspök